# Skogsduva
Skogsduva (Columba oenas) är en fågel av familjen duvor som förekommer i västra och centrala palearktis. Merparten är flyttfåglar och den föredrar att häcka i trädhålor. Skogsduvan är en ganska skygg art som främst lever av frön. 

## Utseende och läte

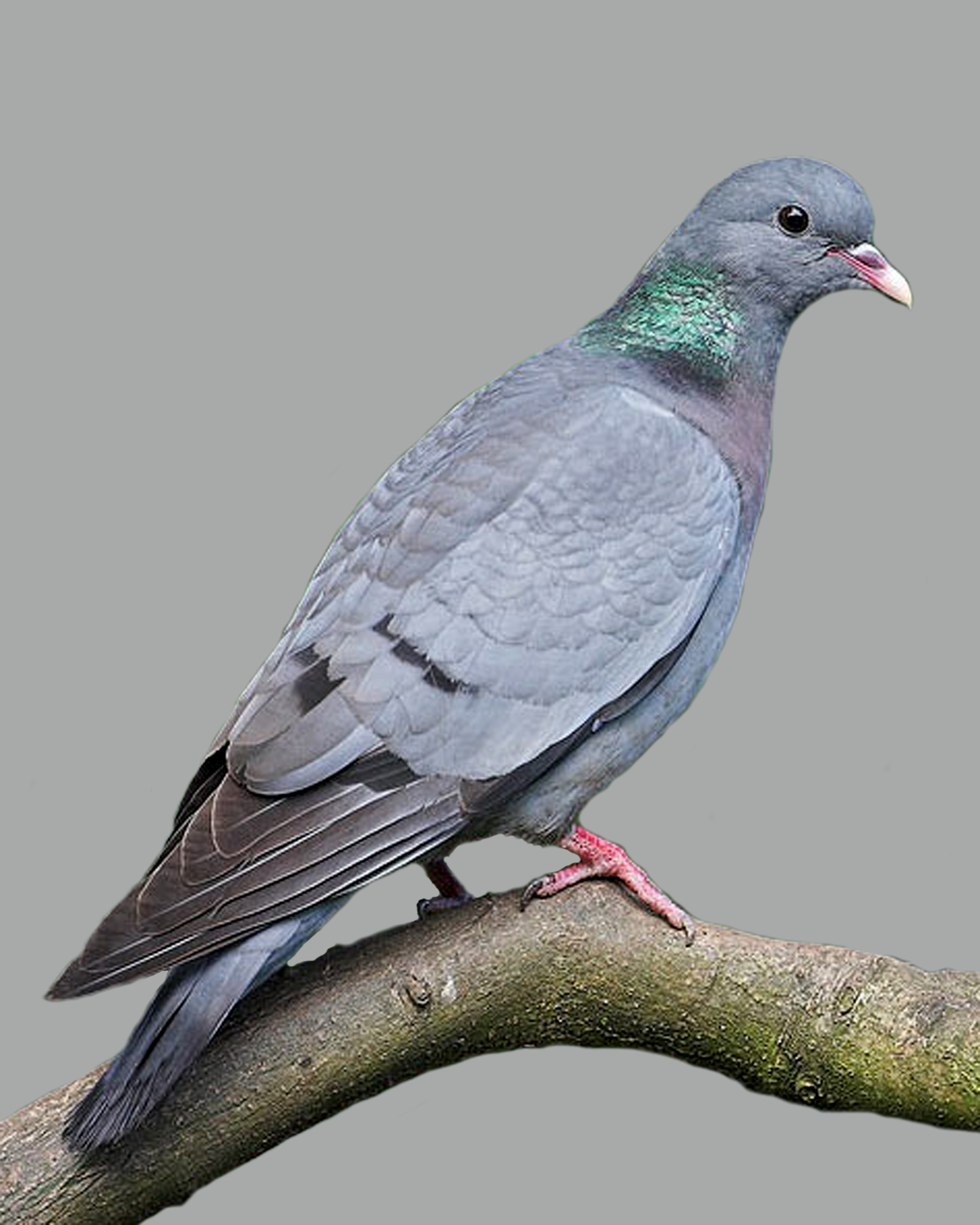

Skogsduvan är övervägande blågrå med metallgrön glans på halsens sidor och ryggen. På framsidan av halsen och på främre bröst gråaktigt purpurröd samt undertill vit. Den har kort stjärt. Den är 30–35 centimeter lång och har ett vingspann på 62–68 centimeter.
Lätet är ett kort "hu", som ofta upprepas.

## Utbredning och taxonomi
Skogsduvan häckar i Europa, Centralasien, Mellanöstern och Marocko. Arten delas ofta upp i två underarter som i sin tur ibland delas upp i ytterligare var sitt taxa.
- vanlig skogsduva[6] Columba oenas oenas (inkl. hyrcana) – merparten av världspopulationens utbredning
- Columba oenas yarkandensis (inkl. tianshanicus) – häckar i östra Uzbekistan, södra Kazakstan, Kirgizistan och Tadzjikistan österut i Tien Shan till Tarimbäckenet i Xinjiang.

### Flyttning
De skandinaviska, centraleuropeiska och merparten av de asiatiska populationerna är flyttfåglar medan de västeuropeiska och nordafrikanska populationerna tillsammans med populationerna runt Medelhavet, Svarta havet och i Kina är stannfåglar. Den skandinaviska populationen flyger söderut under september och oktober till vinterkvarter i södra Frankrike och norra Spanien.

### Förekomst i Sverige
I Sverige häckar skogsduvan sparsamt från Skåne i söder till mellersta Värmland, sydöstra Dalarna och Gästrikland, och sällsynt även längs kusten i Hälsingland och Västerbotten. Jämfört med de västra delarna av landet är den mycket vanligare i de södra och östra delarna. Den saknas helt i stora delar av Småland samt i angränsande delar av Västergötland och i Medelpad. Den har tillfälligt observerats som häckfågel i Jämtland, Ångermanland och Norrbotten. Ett fåtal individer stannar kvar i södra Sverige under vintern och de återkommer till sina häckningslokaler under mars och april.

## Ekologi

### Häckning och biotop

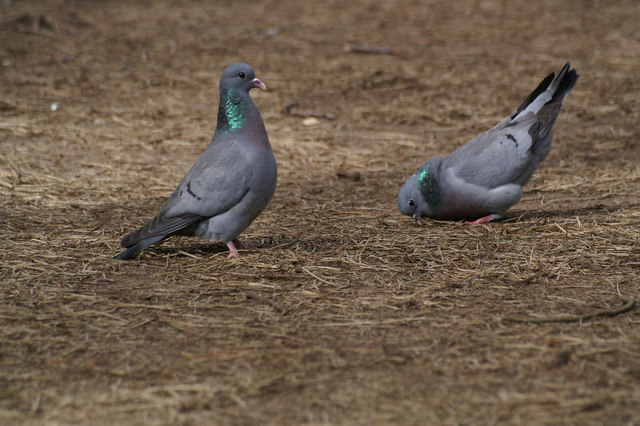
Spelande hane (till höger) som uppvaktar en hona.

Skogsduvan häckar företrädesvis i större löv- eller blandskogar men kan ovanligtvis även påträffas i barrskog och då ofta i ett spillkråkshål i en sparad tall invid ett hygge eller sjö. Favoritbiotoperna är annars ekskogen och aspdungar. Den bygger oftast sitt bo i håligheter i träd men även ibland i en bergskreva, eller håligheter i murar och liknande. Boet består av en enkel bädd av pinnar från lövträd tillsammans med gräs. Ibland nyttjar skogsduvan ett bo som en annan art, exempelvis kaja, tidigare använt. Honan lägger vanligtvis två helvita glansiga ägg som hon ruvar mycket hårt i 16–18 dygn. Skogsduvan är mycket mindre känslig för störningar under häckningstid än exempelvis ringduvan. När ungarna är kläckta matas de till en början med krävmjölk. De stannar sedan i boet där de matas av båda föräldrar tills de är flygga efter 25–30 dygn. Under denna period är både föräldrar och ungar mycket tysta och svårupptäckta. Skogsduvan lägger två till tre kullar varje år och häckningssäsongen varar i Sverige från mitten av april till september. Skogsduvan är ganska skygg. Sveriges äldsta kända skogsduva blev 10 år.

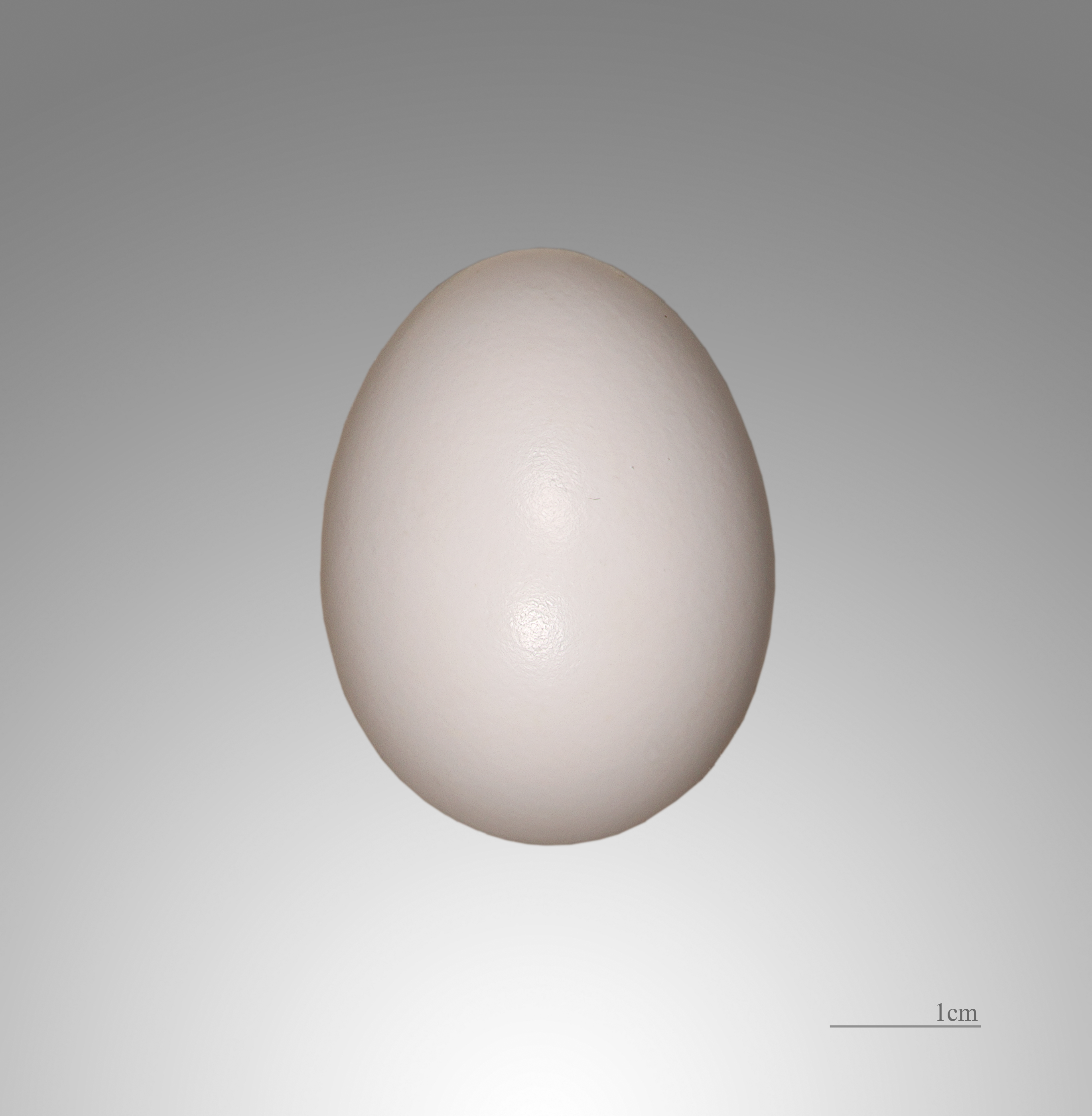
Ägg av skogsduva. Specimen från Muséum de Toulouses samlingar.

### Föda
Skogsduvan äter frön, exempelvis raps och åkerogräs, bär, säd, ärtor, ek-  och bokollon med mera, och den födosöker främst på öppna fält och åkrar. Den kan företa kilometerlånga flygningar för att proviantera om boplatsen inte är placerad vid ett lämpligt område för födosök.

## Skogsduvan och människan

### Status och hot
Skogsduvan har ett stort utbredningsområde och ökar i antal. Internationella naturvårdsunionen IUCN anser den inte vara globalt hotad utan livskraftig. Världspopulationen uppskattas till mellan 1,7 och knappt 2,8 miljoner vuxna individer.

### Status i Sverige
Förr var skogsduvan Sveriges vanligaste duva, men beståndet har historiskt minskat, främst på grund av brist på lämpliga häckningsmiljöer, och idag är både tamduvan och ringduvan vanligare. Det svenska beståndet av skogsduva beräknades år 2005 till cirka 18 000 könsmogna individer (14 000-23 000) vilket är en ökning från början av 2000-talet då man beräknade beståndet till cirka 9 000 par (7 000–11 000). Enligt svensk häckfågeltaxering minskade arten med 66 procent mellan åren 1990–2005 och med 50 procent åren 1993–2005 på grund av en tydlig stabilisering kring 1993. Den har tidigare kvalificerat sig till listan över sårbara arter (VU) på rödlistan i Sverige, men eftersom beståndet uppvisat tydliga tecken på stabilisering eller till och med ökning, och eftersom det dessutom finns stora grannpopulationer i söder med ökande bestånd i Tyskland och Nederländerna som kan komma att förstärka den svenska populationen, nedgraderades arten i 2005 års rödlista till missgynnad (NT). Från och med 2010 års rödlista anges den inte längre som hotad.2018 uppskattades det svenska beståndet till 12 000 par.

### Namn
Äldre namn för skogsduva är vildduva och blåduva, där det senare syftade på dess blågrå fjäderdräkt. På Gotland har den även kallats nylke.